# Кадая (Калганський район)
Кадая́ (рос. Кадая) — село у складі Калганського району Забайкальського краю, Росія. Адміністративний центр Кадаїнського сільського поселення.

## Населення
Населення — 1046 осіб (2010; 1220 у 2002).